# Ephistemus cactophilus
Ephistemus cactophilus is een keversoort uit de familie harige schimmelkevers (Cryptophagidae). De wetenschappelijke naam van de soort werd in 1899 gepubliceerd door Schwarz.